# Drimia hyacinthoides
Drimia hyacinthoides är en sparrisväxtart som beskrevs av John Gilbert Baker. Drimia hyacinthoides ingår i släktet Drimia och familjen sparrisväxter. Inga underarter finns listade i Catalogue of Life.